# Геракл борется с немейским львом
«Геракл борется с немейским львом» (исп. Hércules lucha con el león de Nemea) — картина испанского живописца Франсиско де Сурбарана, написанная в 1634 году. Выставлена в 9-м зале музея Прадо в Мадриде, ранее находилась в королевской коллекции во дворце Буэн-Ретиро.

## Описание
На картине изображён древнегреческий герой Геракл, борющийся с немейским львом. Оба персонажа стоят на раздвинутых ногах, туловища обоих нагнуты и направлены друг к другу, создавая треугольник с вершиной в голове льва. Геракл душит льва, обхватив его шею, под ногами лежит дубина. На заднем плане расположены скалы и видны тучи, солнечные лучи высвечивают проход на площадку, где борются персонажи. Фигура Геракла, как и на других картинах мифологической серии, освещена сильнее, чем лев и фон за ним.

## Создание
Данная картина входит в серию работ, которую заказали Сурбарану для украшения королевского зала во дворце Буэн-Ретиро. Мифологическая серия должна была состоять из двенадцати работ, описывающих подвиги Геракла, но Сурбаран нарисовал только десять из соображений пространства. Поскольку картины были инвентаризированы без имени автора, их авторство было определено только в 1945 году, благодаря найденной документации, в которой было указано, что Сурбаран получил плату «за десять картин о подвигах Геракла».
При написании мифологической серии картин Сурбаран обращался к «Двенадцати подвигам Геракла» маркиза де Вильены, «Тайной философии» Хуана Переса де Мойи (1585) и «Театру богов нежности» Бальтасара де Витории (1620-1624). Вильена, описывая сцену со львом, расположил его убежище на крутом каменистом месте, что также было проиллюстрировано эстампом в книге. Сурбаран использовал данный ландшафт в своей картине, при этом в других источниках, к которым обращался художник, а именно эстампы Корнелиса Корта, рисунки Франса Флориса и Ханса Зебальда Бехама, подобного изображения не найдено. Расположение героя на картине более всего приближено к эстампам Корта, а льва —к рисункам Бехама. Драматизм сцены также подчеркивается выбором закатного света, который омывает тело Геракла, подчеркивая его сильную мускулатуру.

## Тематика
Победа Геракла над немейским львом символизирует как мужество героя, а вместе с ним и доблесть короля и монархии, так и торжество добродетели над злом и раздором. В связи с этим конкретным эпизодом маркиз де Вильена видит в немейском льве изображение гордости и пороков, животного, которого Геракл одолевает, чтобы вернуть добродетель и мир государствам.